# Bazilika Nanebevzetí Panny Marie a svatého Cyrila a Metoděje
Bazilika Nanebevzetí Panny Marie a sv. Cyrila a Metoděje na Velehradě je součástí Velehradského kláštera a je nejvýznamnějším poutním kostelem České republiky. Zároveň je farním kostelem římskokatolické farnosti Velehrad. V roce 2008 byla prohlášena národní kulturní památkou. Bazilika je celoročně volně přístupná.

## Historie
Součástí velehradského kláštera, který založil z podnětu olomouckého biskupa Roberta (1201–1240) moravský markrabě Vladislav Jindřich v blízkosti vesnice Veligradu (dnešní Staré Město u Uherského Hradiště), byl i klášterní kostel Nanebevzetí Panny Marie, který byl posvěcen biskupem Robertem na počátku výstavby 27. listopadu 1228 za účasti krále Přemysla Otakara I. Tehdy byla vysvěcena východní část chrámu (zřejmě presbytář s křížovou lodí), a snad byla v té době hotova i část přilehlých klášterních budov. Velehrad se měl stát hrobkou moravské větve Přemyslovců.
V lednu 1421 byl klášter vyplněn moravskými husity a kostel více než sto let chátral. K jeho obnově došlo za opata Jana Greifenfelse z Pilsenburku, kdy byl přestavěn do barokní podoby v letech 1629–1639.

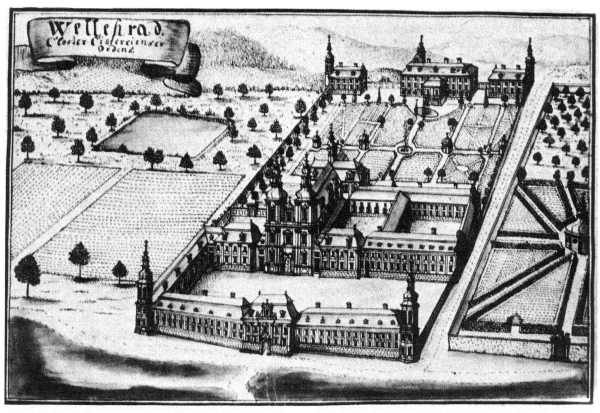
Projekt barokní přestavby velehradského kláštera

Současnou podobu získal klášter na přelomu 17. a 18. století, po požáru v roce 1681. Po opravách konventu provedl opat Petr Silavecký obnovu klášterního kostela, v níž pokračovali jeho nástupci opati Bernard Kašpárek, Florián Nezorin a Josef Malý. I když není znám projektant barokní přestavby, předpokládá se vliv předního architekta Giovanniho Pietra Tencally. Na vnitřní výzdobě pracovali kameník a mramorář Ondřej Ollio, sochař Michael Mandík, malíři Paolo Pagani a Michael Leopold Willmann. Kostel byl zkrácen zbořením předsíně a západního průčelí asi o 14 metrů. Odstranění západního průčelí s románským ústupkovým portálem a snížení jeho délky ze 100 na 86 metrů patří k nejcitelnějším zásahům do jeho podoby. Nové průčelí opatřil stavitel dvěma věžemi, nad křížem lodi byla po zrušení vysoké renesanční věže vystavěna kupole krytá nízkou lucernou. I po přestavbách si kostel uchovává charakter románsko-gotické stavby. Dvě řady pilířů západního trojlodí nahradily mohutné zděné příčky s pilastry, které rozdělily někdejší boční lodě na 14 samostatných postranních kaplí, z nichž 10 má oltáře a pod podlahou krypty. Krypty byly vybudovány současně se zvýšením podlahy kostela na úroveň okolního terénu, který se za poslední staletí zvýšil asi o 2 metry. Střední loď a křížení byly rovněž zasypány stavební sutí.
Po požáru v roce 1719 připadl opatu Josefu Malému nelehký úkol dokončení díla. Vnitřní výzdobu provedl v roce 1724 hlavní představitel sochařů a štukatérů přicházejících z Itálie na Moravu, Baldassare Fontana (1661–1733). Dále zde působil mramorář Jan Hagmüller, malíři Jan Jiří Etgens a František Řehoř Ignác Eckstein (1689–1741), který zhotovil fresky v hlavní lodi kostela. Poslední opat Filip Zuri přivedl do velehradského kláštera malíře Ignáce Raaba, od něhož pochází většina velkých oltářních pláten. Druhým svěcením velehradského kostela 2. října 1735 byla přestavba dokončena.
Po zrušení kláštera v rámci osvícenských reforem Josefa II. kostel od roku 1784 sloužil potřebám obyvatel místní farnosti. Vlivem živelných pohrom (např. krupobití v roce 1828) a chybějících finančních prostředků na opravy byl jeho stav špatný. K částečnému zlepšení došlo v letech 1863–1885 v souvislosti s organizováním výročních oslav příchodu Cyrila a Metoděje na Velkou Moravu.
V roce 1890 na velehradský klášter přišli jezuité, kteří přispěli k rozvoji tohoto poutního místa. V roce 1928 byl na základě rozhodnutí papeže Pia XI. kostelu udělen titul papežské baziliky menší, aby tak zdůraznil cyrilometodějský a unionistický význam Velehradu. V roce 1932 bylo rozšířeno její zasvěcení o jména slovanských věrozvěstů sv. Cyrila a Metoděje (dnes je plné jméno „Bazilika Nanebevzetí Panny Marie a sv. Cyrila a Metoděje“). V následujících letech proběhla velká obnova baziliky, při které bylo prozkoumáno i její podzemí.
Po roce 1950 se komunistický režim snažil potlačit veškeré náboženské aktivity spojené s tímto místem: klášter byl zrušen, mniši násilně deportováni, poutní provoz omezen. V roce 1969 se podařilo správci velehradské farnosti Rudolfu Vašíčkovi získat sbírkou mezi věřícími finance na zahájení generální rekonstrukci střech baziliky, kterou provedli z velké části dobrovolní brigádníci.

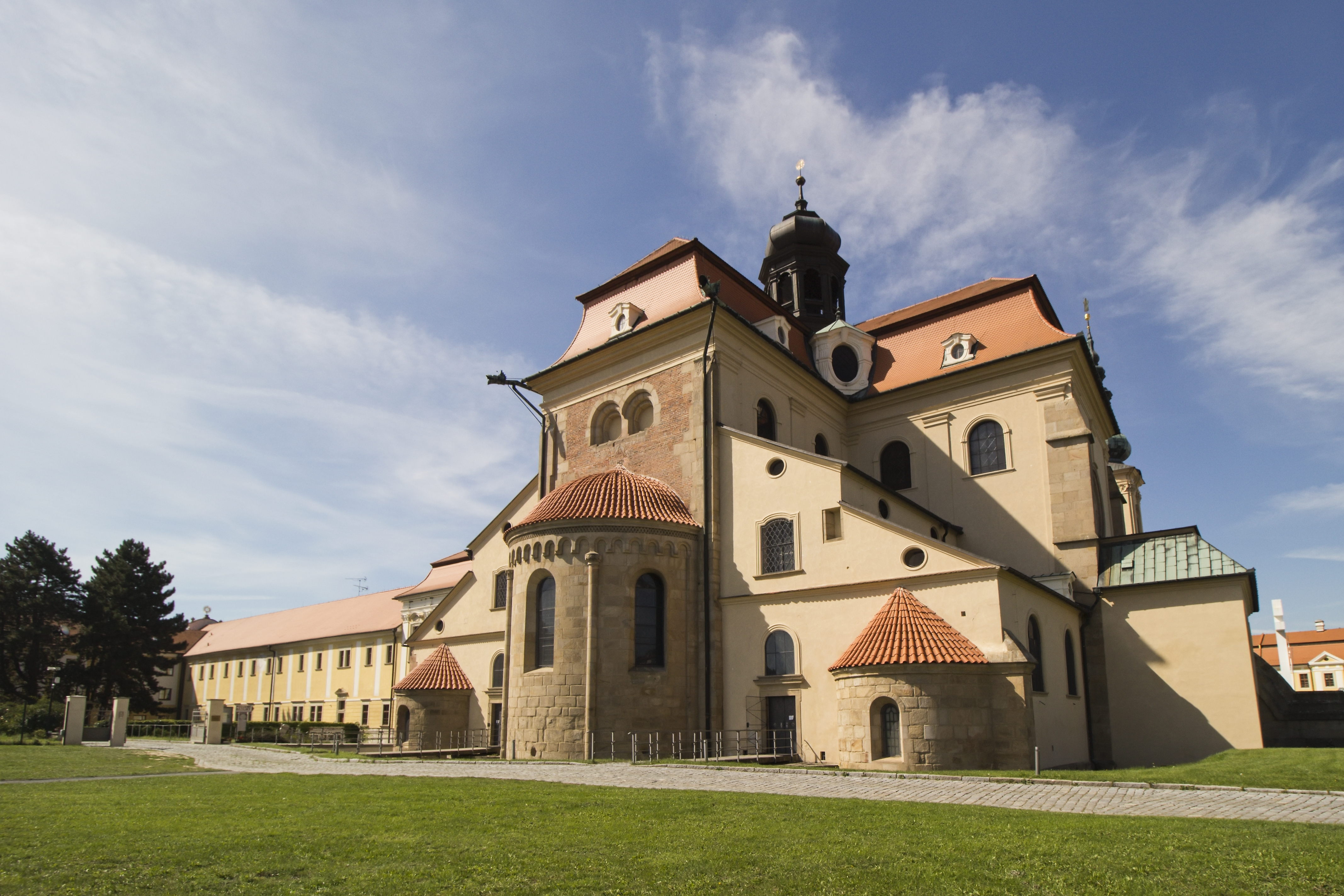
Závěr baziliky

V  roce 1985 věnoval papež Jan Pavel II. bazilice zvláštní vyznamenání – Zlatou růži. Byla předána na cyrilometodějské pouti k 1100. výročí úmrtí sv. Metoděje, které se zúčastnilo téměř čtvrt milionu věřících. Po sametové revoluci započala postupná obnova duchovního života na Velehradu, kterou iniciovala návštěva papeže Jana Pavla II. v roce 1990. Muselo se přistoupit také k rekonstrukci jednotlivých objektů klášterního areálu, které byly včetně baziliky v neutěšeném stavu. V letech 2005–2009 byly opraveny věže a části střech baziliky, v letech 2008–2009 bylo restaurováno kněžiště, rekonstruováno provozní zázemí a provedeny stavební úpravy v podzemí (lapidárium). V roce 2008 byla bazilika spolu s budovami bývalého cisterciáckého kláštera prohlášena za národní kulturní památku České republiky.
V rámci příprav na oslavy 1150. výročí příchodu sv. Cyrila a Metoděje na Velkou Moravu byla v letech 2010–2013 realizována celková obnova klášterního areálu na Velehradě, jejíž součástí byla rekonstrukce baziliky a nové architektonické ztvárnění jejího okolí. Projekt byl financován převážně z Integračního operačního programu evropských strukturálních fondů.

## Popis

### Exteriér

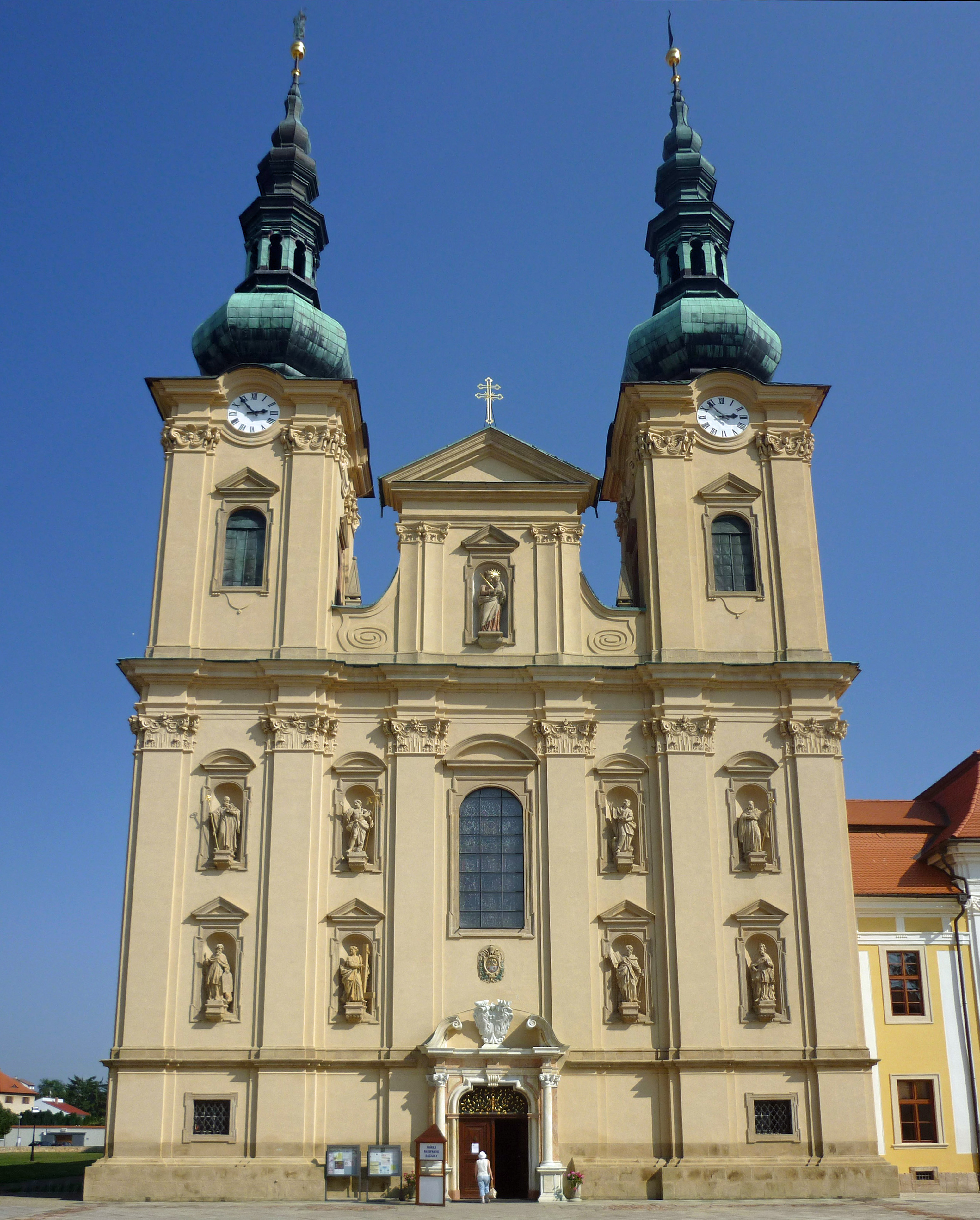
Průčelí baziliky

Bazilika je jednolodní orientovaná stavba s příčnou lodí, půlkruhovým závěrem a dvěma čtyřbokými věžemi v průčelí, které směřuje do hlavního nádvoří. Délka baziliky je 86 metrů. Podél hlavní lodi je v přízemí veden systém průchozích kaplí s pultovou střechou, který boční stěny baziliky opticky rozděluje. Závěr tvoří tři půlkruhové apsidy přistavené k pravoúhlým závěrům lodí a kaplí. Nad kupolí v křížení hlavní a příčné lodi je štíhlá věžička s lucernou (sanktusník). Příčná loď je na severní straně osvětlena kulatým románským oknem a zesílena dvěma opěráky.
Průčelní fasáda je členěna pilastry a osmi nikami se sochami světců, jejichž originály byly přemístěny do nově postaveného ambitu v areálu kláštera. Vytvořil je v roce 1898 sochař Ferdinand Neumann z Kroměříže. Ve volutovém štítu nad hlavním vchodem je nika se sochou Panny Marie s Ježíškem. Trojúhelníkový fronton nad nikou zdobí cyrilometodějský kříž. Hranolové věže jsou vysoké 68 m, zvonicové patro s hodinovými ciferníky je zakončeno střechou ve tvaru cibule, která přechází v otevřenou oktogonální lucernu završenou makovicí s korouhví. Nad vchodem do kostela je umístěn znak papeže Pia XI., pod ním heraldické symboly zakladatele kláštera, moravského markrabího Vladislava Jindřicha (orlice) a českého krále Přemysla Otakara I. (lev).

### Interiér

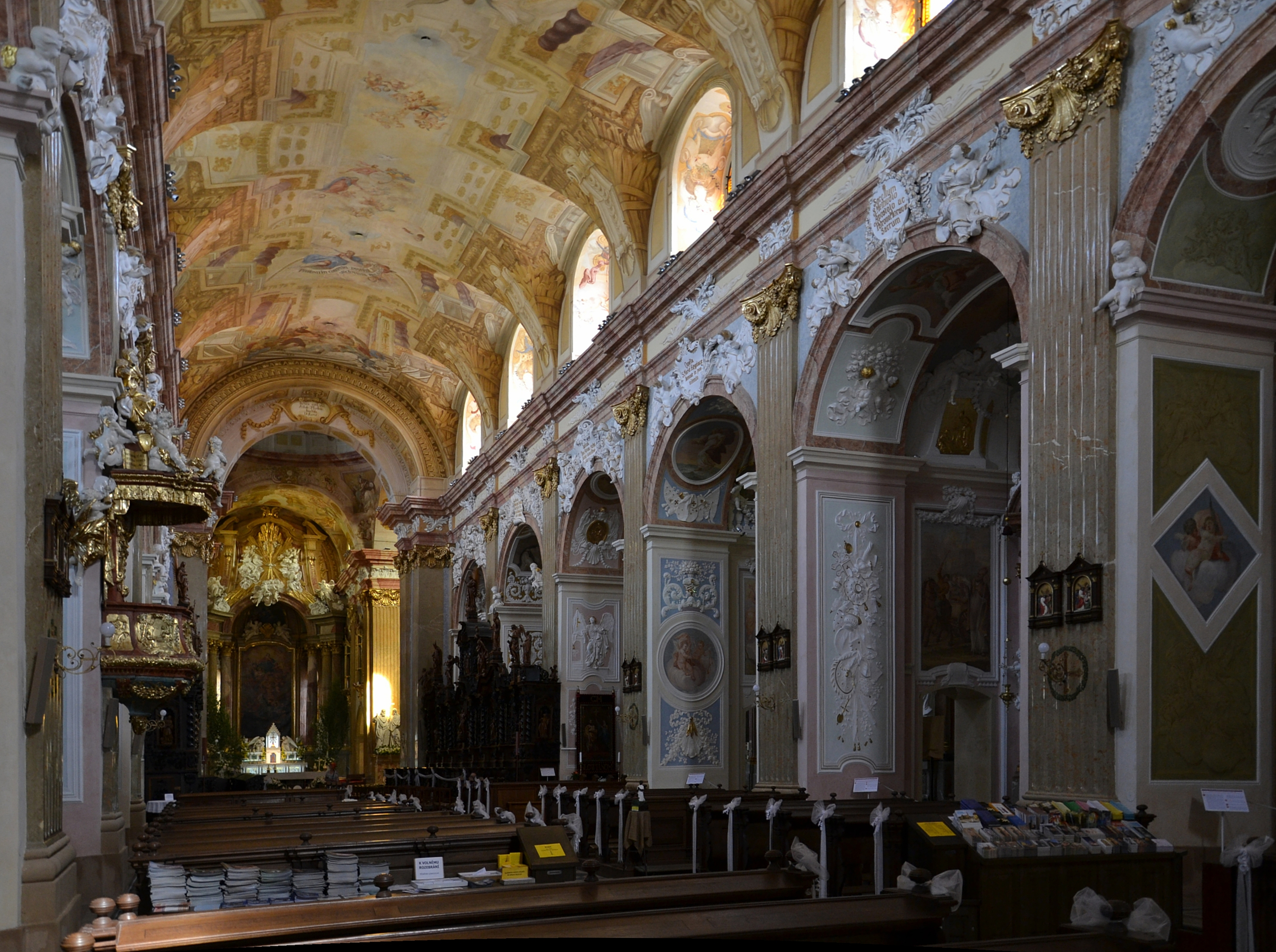
Interiér baziliky

#### Hlavní loď
Prostor hlavní lodi osvětlují půlkruhově zaklenutá okna v klenbě baziliky, jejíž výmalba je dílem Ignáce Ecksteina. Výšku kostela opticky prodlužuje o tři patra. Barokní valená klenba s lunetami se nachází přibližně v úrovni původní raně gotické klenby. Letopočet 1722 u vítězného oblouku udává rok dokončení. V této části je znázorněno zničení velehradského kláštera husity roku 1421 a upálení opata Jana s několika mnichy na stupních oltáře. Směrem k hlavnímu vchodu následuje obraz otevřeného nebe s Nejsvětější Trojicí s Pannou Marií jako Prostřednicí všech milostí. Třetí část fresky představuje křest moravského krále Svatopluka, podle tradice uskutečněný Cyrilem i Metodějem.
Po stranách hlavní lodi se nachází 14 bočních kaplí se zděnými oltáři. Jejich zasvěcení bylo inspirováno patrony velehradského kostela.

#### Presbytář

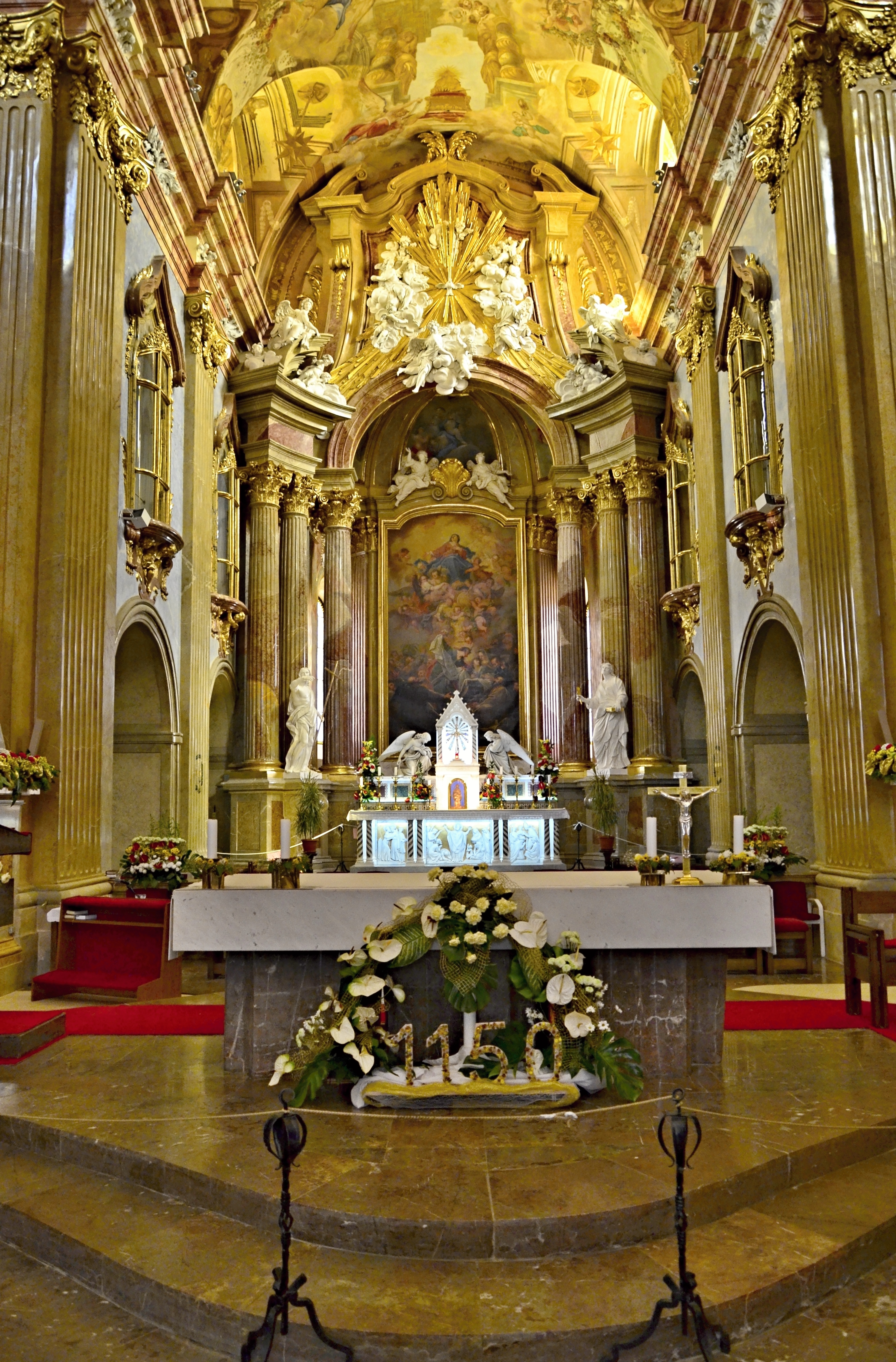
Presbytář, v popředí obětní stůl

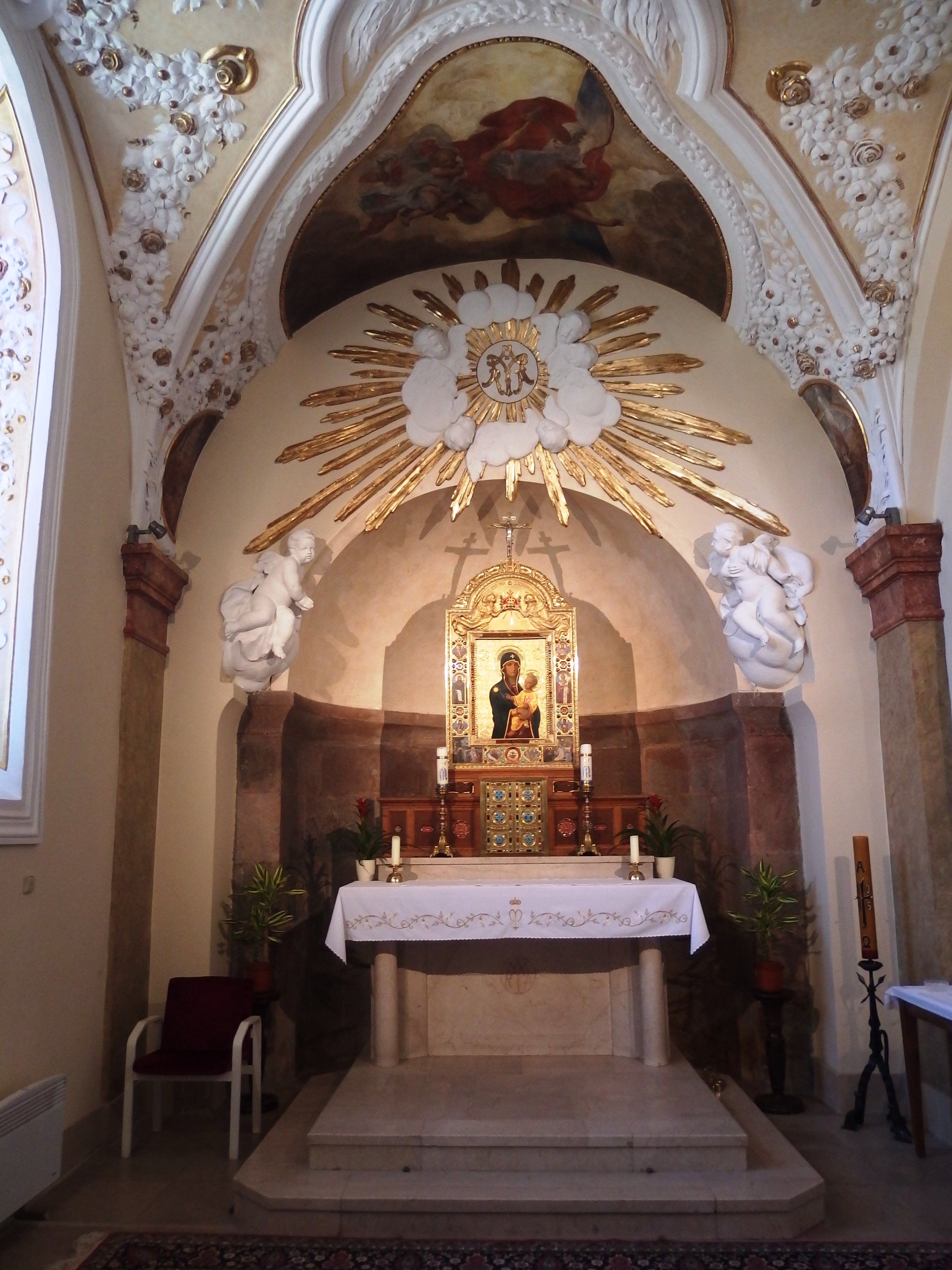
Kaple Matky křesťanské jednoty

Sloupová architektura presbytáře podle návrhu B. Fontany je doplněna plastikou sv. Jana Křtitele a sv. Jana Evangelisty. Oltářní plátno představující zasvěcení kostela - Nanebevzetí P. Marie, pochází ze 70. let 18. století a jeho autorem je I. Raab. Původní barokní oltář byl v roce 1864 odstraněn a nahrazen oltářem, který věnoval olomoucký arcibiskup, kardinál Bedřich z Fürstenberka. Oltář je zhotoven z bílého kararského mramoru, doplňují jej porfyritové desky s benátskou mozaikou, dva adorující andělé a pod mensou se nachází skupina reliéfů s cyrilometodějskou tematikou: smrt sv. Metoděje uprostřed, loučení bratří v Římě před smrtí Konstantina (Cyrila) vlevo, sv. Metoděj přijímající od papeže Hadriána II. arcibiskupské pallium vpravo, po stranách pak postavy sv. Václava a sv. Ludmily. Tyto reliéfy jsou dílem sochaře Carla Johanna Steinhaüsera. Za oltářem se nachází mramorový sarkofág s tělem kardinála Tomáše Špidlíka. Je lemován pásem osmi miniaturních biblických výjevů, které kardinál spojoval se svým životem. Za ním je umístěna mozaiková stěna se dvěma nápisy, které vyjadřují základní smysl jeho života a díla.
Obětní stůl pořízený v roce 1985 je dílem architekta Tomáše Černouška a velehradského sochaře Otmara Olivy. Po stranách obětního stolu u pilířů kupole jsou dvě sousoší: sv. Petra a Pavla vlevo a sv. Cyrila a Metoděje vpravo. Ty pocházejí z počátku 20. století a zhotovil je sochař Ferdinand Neumann (1858 Lednice – 1920 Kroměříž).
V příčné lodi byly při barokní přestavbě zřízeny dvě kaple cisterciáckých patriarchů – sv. Benedikta (vlevo) a sv. Bernarda (vpravo). Barokní architektura oltářů je rovněž dílem Baltazara Fontany. Oltářní plátna zachycují výjevy ze života světců. Obraz v kapli sv. Benedikta byl vytvořen podle předlohy Michaela Willmanna, volné plastiky zobrazují sv. Benedikta a jeho sestru sv. Scholastiku. Na oltář byl v 19. století umístěn relikviář ve tvaru prosklené rakve s ostatky sv. Illuminata. Stejný relikviář je s ostatky sv. Viktora je na oltáři sv. Bernarda. Plastiky představují sv. Bernarda a jeho sestru sv. Humbelinu, jejich autorství však doposud není určeno.
V bývalých chórových kaplích románského presbytáře byly za barokní přestavby zřízeny dvě sakristie. Sakristie po pravé straně hlavního oltáře (tzv. letní) slouží tomuto účelu i dnes. V chodbách mezi sakristiemi a hlavním oltářem vznikly v letech 1935–1938 nové kaple podle návrhu architekta Klaudia Madlmayra. Dřevěné sochy sv. Ignáce (vpravo) a Božského Srdce (vlevo) byly zhotoveny dílnou Viktora Kotrby.

#### Kaple Matky křesťanské jednoty
Kaple byly v době cisterciáckého kláštera tzv. zimní sakristií, později upravena na kapli sv. Josefa. Ve 30. letech 20. století upravena do současné podoby. Mramorový oltář, navržený architektem K. Madlmayrem, vychází ze starokřesťanského vzoru. Nad tabernákulem, zhotoveným z pozlacené tepané mosazi je umístěn obraz Panny Marie s Ježíškem – palladium. Podle vzoru byzantské ikony z římské baziliky Panny Marie Větší jej vytvořil Emanuel Dítě roku 1919. Rám ze zlaceného bronzu nese v horní lunetě reliéf dvou adorujících andělů kolem svatováclavské koruny. V ní je vložena relikvie trnové koruny Kristovy. V postranních pásech a dole jsou miniatury českých patronů s relikviemi, ve spodních rozích zobrazen příchod sv. Cyrila a Metoděje na Moravu, a přijetí pallia od papeže Hadriana II. Uprostřed pod ikonou se nachází relikvie sv. Josafata. Rám je osazen 46 polodrahokamy. Obraz smrti sv. Metoděje od Františka Ženíška je uhlovou studií pro jednu z lunet Pantheonu Národního muzea. Mramorovou křtitelnici od sochaře Giovanni Ciani věnovali roku 1885 olomoučtí bohoslovci. Dřevěnou kupoli zdobí obrazy světců, symboly čtyř evangelistů a soška sv. Jana Křtitele. Obraz sv. Cyrila a Metoděje nad křtitelnicí pochází od polského malíře W. Hofmanna, který roku 1949 byl věnován na Velehrad. Mozaiková okna byla vyrobena v roce 1939 podle návrhu K. Madlmayra brněnské firmou Kunisch.

#### Královská kaple

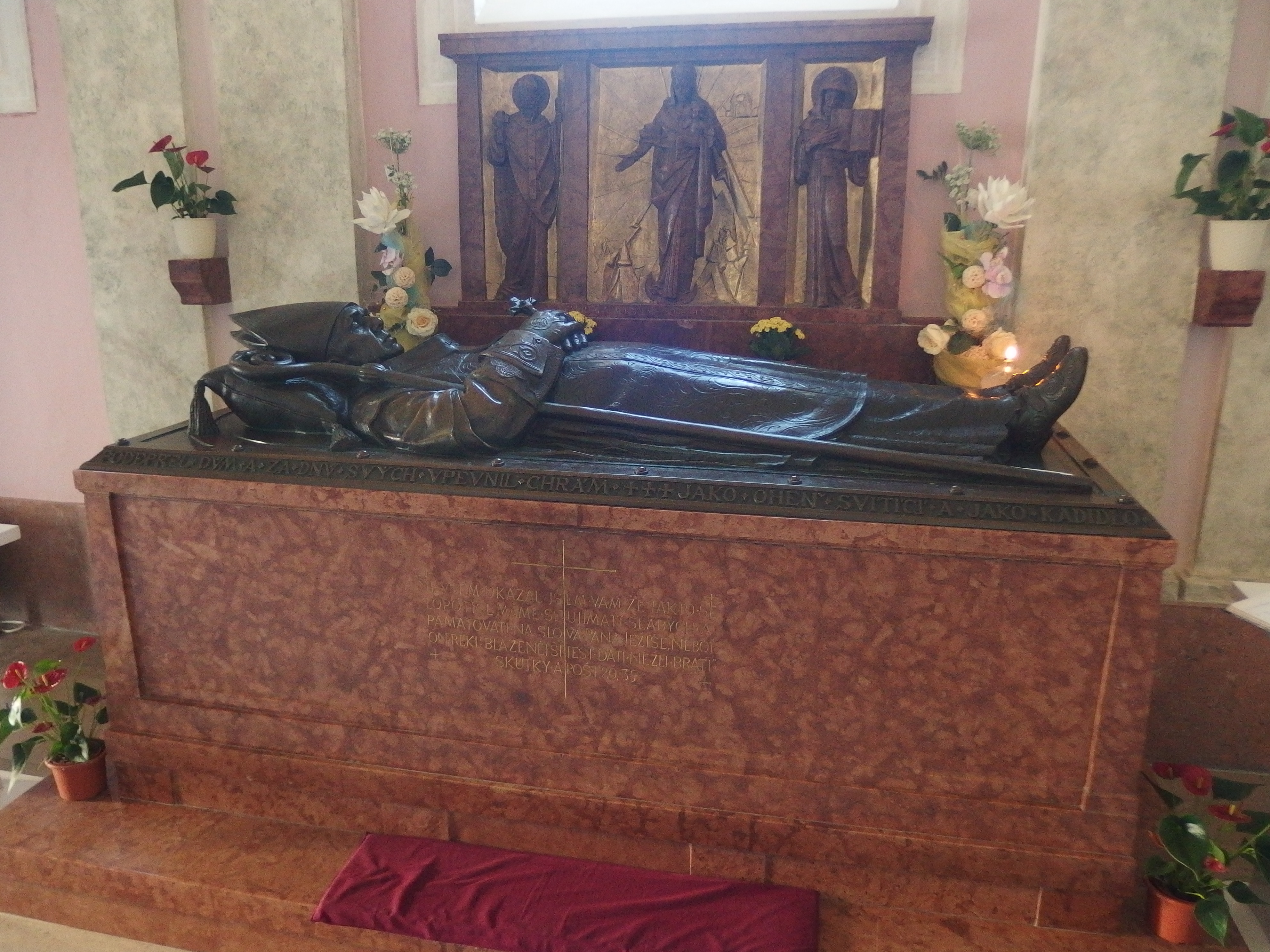
Náhrobek arcibiskupa Stojana

Přistavěna v roce 1965 k severnímu rameni příčné lodi. Původně byla výzdoba motivována vzpomínkou na zemřelé dobrodince a zakladatele kláštera, což vyjadřují i tři vitráže z roku 1939. V těchto místech byl pohřben zakladatel velehradského kláštera, moravský markrabí Vladislav Jindřich, na což upomíná bronzová dlaždice vytvořená Otmarem Olivou k 800. výročí úmrtí panovníka. Zobrazené erby připomínají první zakladatele velehradského kláštera, významné opaty, cisterciácký řád a velehradský konvent. Návrh zpracoval Klaudius Madlmayr. Dominantou kaple je náhrobek arcibiskupa Stojana. Tumba s bronzovým reliéfem byla vytvořena architektem Madlmayrem a sochařem Juliem Pelikánem z Olomouce. Spodní mramorovou část zhotovila Axmanova kamenická dílna v Olomouci. Mezi tumbou a parapetem středního okna je mramorový reliéf Panny Marie Svatohostýnské a po stranách postavy sv. Cyrila a Metoděje. Reliéf na pozadí zobrazuje Svatý Hostýn a Velehrad, dvě nejvýznamnější moravská poutní místa. Trojdílný reliéf je dílem Otmara Olivy.

#### Kupole
Kostel původně neměl věže, pouze nad křížem příčné a podélné lodě byla malá zvonice. V 16. století zde nechal opat Ekard ze Schwoben vybudovat mohutnou věž se třemi renesančními báněmi. V průběhu barokní přestavby renesanční věž nahrazena barokní kupolí s nízkou lucernou nad střechou. Nástěnným malbám na celé ploše kupole dominují postavy zakladatelů kláštera, moravského markraběte Vladislava Jindřicha a jeho bratra Přemysla Otakara I. V pendativech jsou zobrazeny učitelé církve sv. Augustin, sv. Ambrož, sv. Jeroným a Řehoř Veliký. Výška klenby v kupoli dosahuje 25 metrů.

#### Chórové lavice

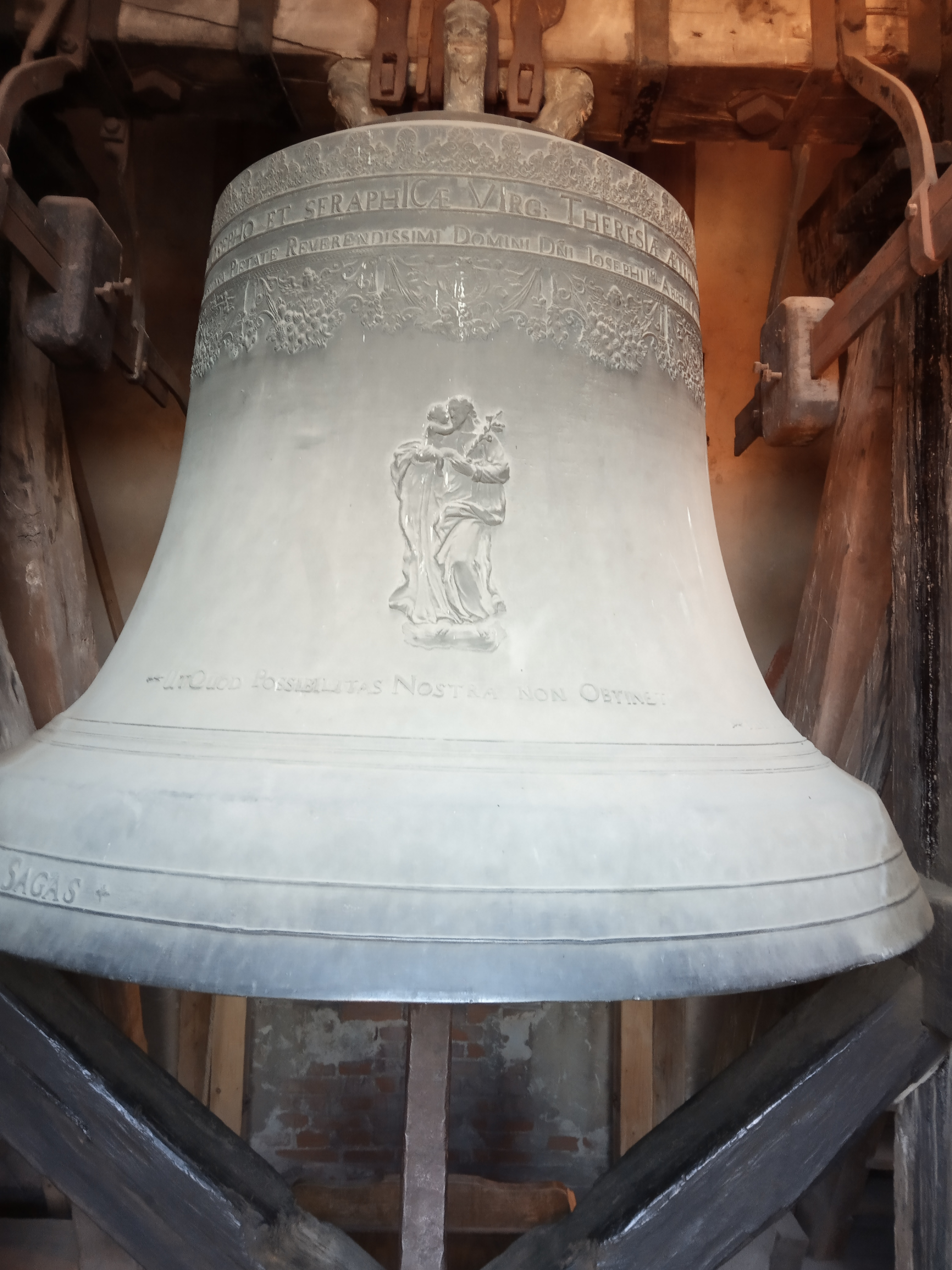
Největší velehradský zvon

Ty dnešní jsou jen částí většího celku z přelomu 17. a 18. století. Lavice pro opata a převora, stojící původně u hlavního oltáře byla po zrušení kláštera 1784 odstraněna a zničena. Dochované lavice jsou řešeny jako dva symetrické protilehlé celky, kryjící dvě arkády barokních postranních kaplí, které z tohoto důvodu nemají oltáře. Jde o dílo neznámého umělce, nepochybuje se ale o jeho domácím původu, o čemž svědčí zejména ornamentální výzdoba, čerpající náměty z domácího prostředí polí, vinic, zahrad, luk a lesů. Dataci 1693, která byla objevená na zadní straně lavic, napsal stolářský učeň Jan Martin Heyden z Litovle v roce 1695. Barokní architektura lavic nese v nikách 60 soch světců a andělů.

#### Zvony
Bazilika má zvonový soubor tvořený šesti zvony (tři elektrické a tři ručně poháněné), které jsou rozmístěny do třech zvonic, při čemž v každé věži je jedna zvonice. Největší velehradský zvon je poháněn ručně, visí jako jediný v 60metrové přední severní věži pod hodinovým ciferníkem, váží 5,3 tun a k jeho rozhoupání je potřeba dvou zvoníků, kteří se musejí střídat s dalšími aspoň dvěma zvoníky. Zvoní pouze při slavnostech. V roce 2019 zvonil celkem 18krát. Další dva ručně poháněné zvony visí v jižní věži a elektrické visí jen a pouze v sanktusové věži. Zvony jsou odlité s výjimkou jednoho v 1. pol. 18. století.
O zvony pečují velehradští zvoníci.

#### Kazatelna

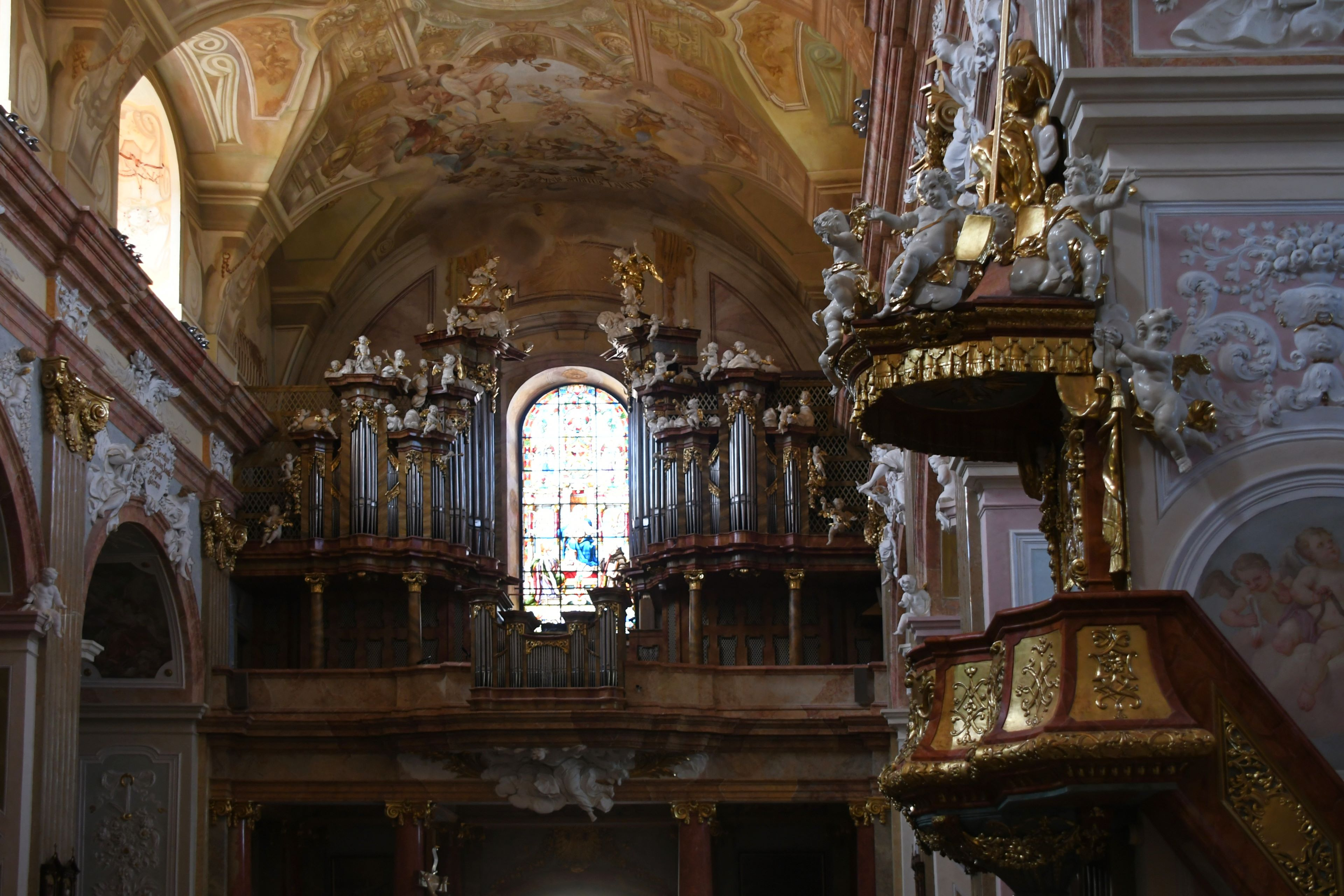
Kruchta s varhanami, vpravo v popředí kazatelna

Dílo italských mistrů, připisované B. Fontanovi. Pořízena krátce před rokem 1735. Na stříšce je alegorická postava Církve s atributy božských ctností - křížem, kotvou a kalichem. Skupina devíti andělů demonstruje křesťanskou věrouku a morálku nesenými deskami Desatera a čtyřmi knihami evangelií. Vnitřní plochu stříšky zdobí věnec zlatých paprsků kolem holubice Ducha Svatého. Střední reliéfní deska znázorňuje Kristovo zjevení apoštolu Tomášovi. Koš kazatelny nese tři ploché zlacené reliéfy – ustanovení apoštola Petra hlavou církve, Kristus u studnice Jákobovy a Kristus na cestě do Emauz.

#### Kruchta
Nad hudební kruchtou se nachází freska, která zobrazuje sv. Cecilii, patronku církevní hudby, dirigující nebeský chór. Vitrážové okno zobrazuje Pannu Marii a sv. Cyrila a Metoděje. Varhany získaly současnou podobu až v letech 1963–1964, kdy nové elektropneumatické varhany vyrobené v továrně Rieger-Kloss v Krnově (60 rejstříků a 5521 píšťal) byly vsazeny do dvou samostatných barokních varhanních skříní, pocházející z poloviny 18. století, v nichž byl umístěn původní nástroj brněnského varhanáře Antonína Richtra. Skříně jsou zdobeny plastickou dekorací a četnými plastikami zpívajících a hrajících andělů. Vrcholem figurální výzdoby prospektu varhan je scéna Zvěstování Panně Marii.

#### Postranní kaple

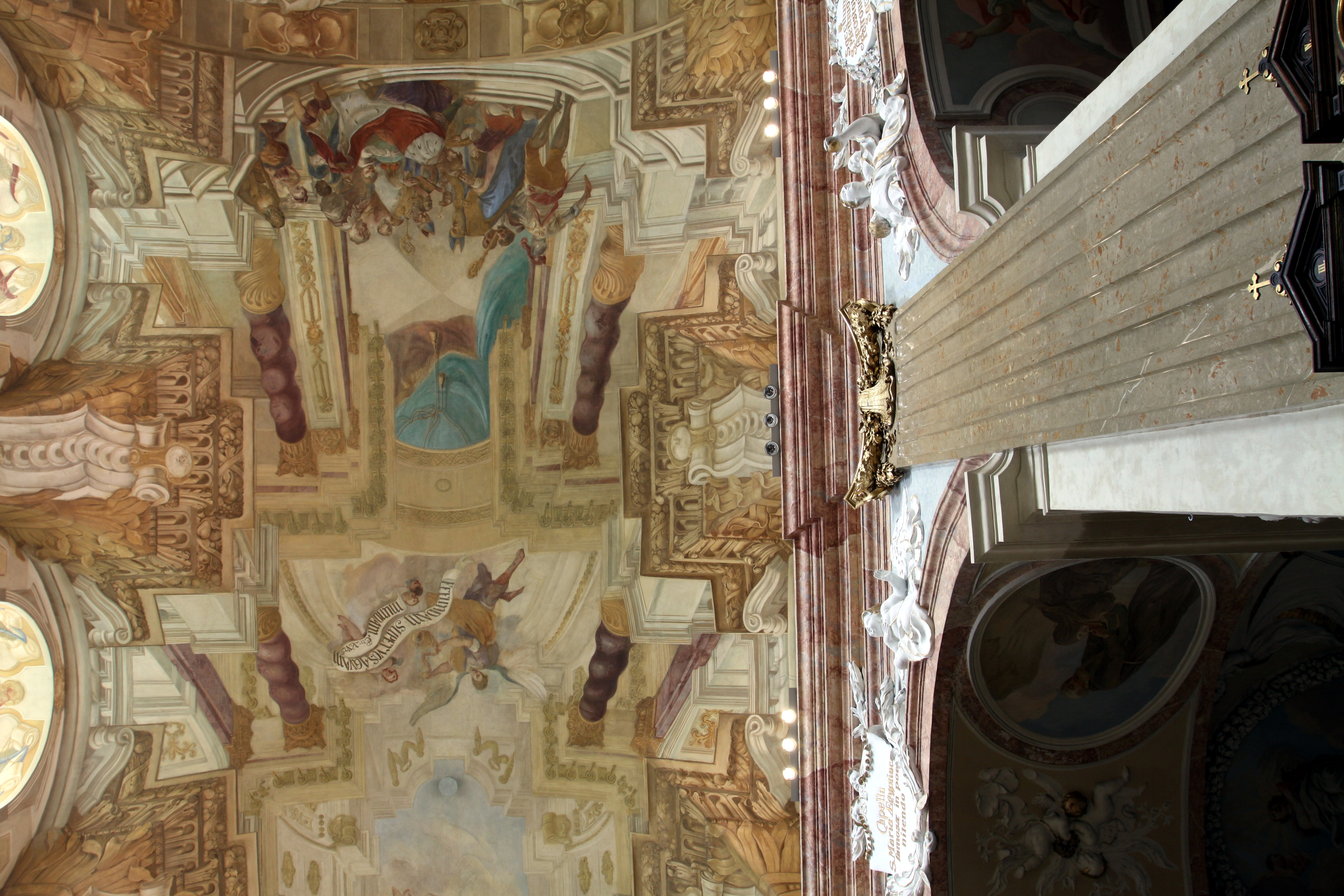
Pohled na vnitřní výzdobu baziliky

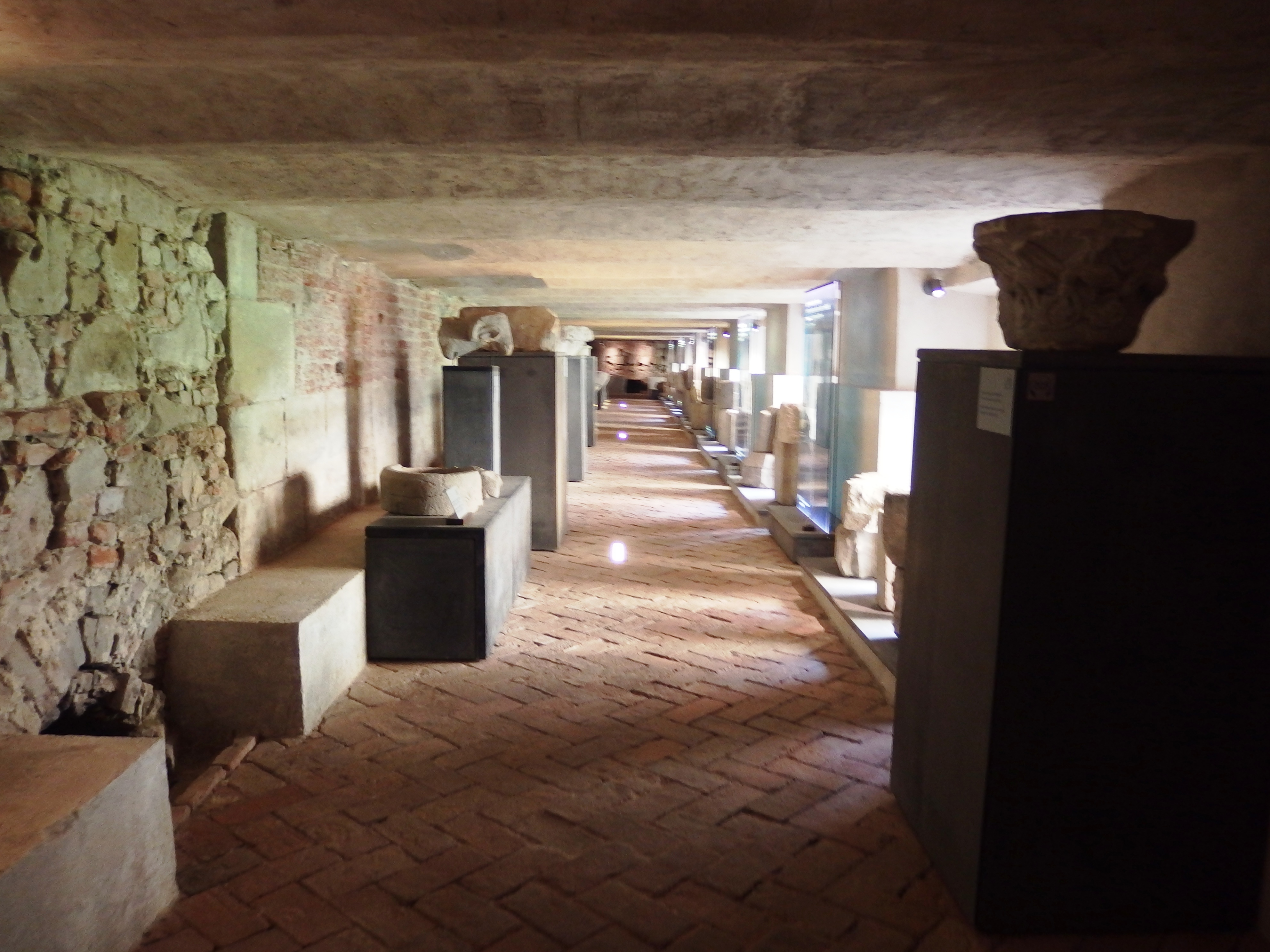
Lapidárium v podzemí velehradské baziliky

Deset ze 14 barokních kaplí je vybaveno oltáři světců: Václava a Floriána, Marie Magdaleny a Marie Egyptské, Cyrila a Metoděje, Kateřiny a Barbory, světců cisterciáckého řádu a andělských kůrů. Architektura všech oltářů nese znaky dílny B. Fontany. Nástěnné malby jsou z velké většiny dílem brněnských malířů F. Ecksteina a J. J. Etgense. Pod jejich přemalbou lze někde i tušit původní malby P. Paganiho. Velká oltářní plátna jsou od M. Willmana (oltář sv. Floriána, sv. Václava), nebo od I. Raaba, který v 70. letech 18. století některá Willmanova díla přemaloval.
V prostoru kaple sv. Václava je obraz sv. Cyrila a Metoděje od polského malíře Jana Matejko, věnovaný Velehradu roku 1885 polským národem. V protější kapli sv. Floriána je dřevěná socha sv. Josefa od Štěpána Zálešáka.
Do kaple sv. Kateřiny byly umístěna korouhev věnovaná roku 1927 slovenskými poutníky. Korouhev vyšily ženy v Cíferu u Trnavy. Mimo výšivku Panny Marie Šaštínské a znaku Slovenska je na ní množství prvků lidových výšivek ze všech sedmi stolic slovenských.
V protější kapli sv. Barbory jsou dvě korouhve z roku 1885, které věnovali polští poutníci a Čechoslováci z USA.
Pod hudební kruchtou se nachází velký kříž, který je dílem samouka Augustina Sedláčka z Vyškova, darovaný kostelu v roce 1860. Dva obrazy na plátně od I. Raaba ze 2 poloviny 18. století představují cisterciáckého světce sv. Bernarda. Výklad těchto obrazů býval dříve spojován se známou legendou o mnichu Fortunatovi. Obraz sv. Cyrila a Metoděje v pojetí východního ritu, visící nad vchodem do levé věže, pochází z počátku 20. století od pražské malířky A. Tchořové. Na protější straně nad vchodem na pravou věž a na kůr je obraz papeže Pia XI. od Jana Pojsla z roku 1949.

### Podzemí
Krypty se nacházejí pod bazilikou. Byly vybudovány za poslední přestavby koncem 17. století jako základy pro barokní pilíře mezi jednotlivými kaplemi v bazilice. Tzv. malé krypty byly původně samostatné prostory, spojené s chrámem zvláštními schodišti. Krypty pod presbytářem a kaplemi v křížové lodi byly vzájemně propojeny už při jejich budování. Krypty byly využívány k pohřbívání řeholníků a dobrodinců kláštera. V polovině 18. století byly z důvodu výskytu spodní vody zazděny, a časem se na ně zcela zapomnělo. Ve 20. století došlo k propojení malých krypt, což umožnilo zpřístupnění kdysi samostatných prostor a také přístup k pozůstatkům románské průčelní stěny s portálem. Délka prostor dnes činí asi 400 metrů.
V podzemí baziliky je přístupné lapidárium s několika původními portály a archeologickými nálezy z románsko-gotického období kláštera. Vystavena je zde také Zlatá růže, kterou věnoval Velehradu papež Jan Pavel II. Součástí je expozice o křesťanských mučednících 20. století – Martyrion.